# Filfola
Filfola, även kallad Filfla och Filfia är en liten obebodd ö 5 kilometer söder om huvudön Malta. Den domineras av en hög kalkstensplatå. Ön är tillsammans med grann-ön Filfoletta (100 m sydväst om Filfola) den sydligaste delen av nationen Malta.

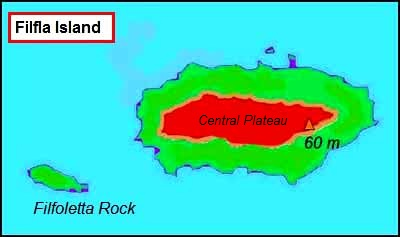
Karta över Filfola och Filfoletta.

## Historia
Den enda kända byggnaden på ön var ett kapell som byggdes i en grotta på ön 1343. Kapellet förstördes vid en jordbävning 1856, då också en del av ön försvann i havet. Fram till 1971 använde  Royal Air Force (RAF) ön som mål vid bombövningar. 1980 blev ön fågelreservat.
Filfola blev på 1980-talet del i en gränsdispyt mellan Libyen och Malta kring kontinentalsockeln. Tvisten avgjordes vid Internationella domstolen i Haag 1985, genom att helt enkelt bortse från ö-frågan.

## Etymologi
Namnet Filfola tros komma från filfel, arabiska för svartpeppar.